# 佐野秀光
佐野 秀光（さの ひでみつ、1970年9月30日 - ）は、日本の実業家、政治活動家。株式会社情報通信ネットワーク（JTN）グループ代表、政治団体「支持政党なし」及び「安楽死制度を考える会」代表。

## 来歴
政治家になるための活動資金の確保を目的として実業家を志す。1989年、日本大学在学中に同附属高校生向け家庭教師派遣会社「日統一ゼミナール」を設立。学生時代は選挙のノウハウを得るために自民党学生部にいたが、本人は「（自分は）自民党の支持者でもなんでもない」「（自分は）保守でも革新でもない」と述べている。1991年3月、自身を代表取締役とする株式会社情報通信ネットワークを設立。2008年8月、自身のダイエット体験に基づく著書を発表。
2009年6月、「どうせ自殺するなら臓器提供を」をキャッチフレーズとした政治団体「新党本質」を結成。第45回衆議院議員総選挙で比例北海道ブロックに義母の本藤昭子とともに立候補し落選。2010年、第22回参議院議員通常選挙で東京都選挙区から立候補し落選。
2012年11月、安楽死制度を創設することにより、臓器提供や自殺防止に繋がり、国民の将来への不安を軽減すると主張する「安楽死党」に政治団体の名称を変更。第46回衆議院議員総選挙で東京4区から立候補し落選。
2013年7月、政策を持たず個別の議案ごとにインターネット投票に基づく結果を議決権として行使することで直接民主制による民意を国政に反映させると主張する政治団体「支持政党なし」を結成（安楽死党は支持政党なしとは別団体として存続）。第47回衆議院議員総選挙で再び比例北海道ブロックに本藤昭子とともに立候補し落選。
2016年7月、第24回参議院議員通常選挙に比例区から本藤昭子とともに立候補したが、選挙区に出馬した8名を含む、公認候補は全員落選した。
2017年10月、第48回衆議院議員総選挙で比例東京ブロックから立候補をしたが落選。
2019年6月、第25回参議院議員通常選挙に確認団体「安楽死制度を考える会」（政治団体としては安楽死党から名称変更したもの）から参議院比例区への出馬を発表し、候補者10を予定していると述べた。しかし、候補者の内訳は、比例代表に佐野、選挙区に9人を公認で擁立する形になった。
2022年の第26回参議院議員通常選挙では支持政党なし・安楽死制度を考える会ともに出馬を見送った。
2024年10月の第50回衆議院議員総選挙では安楽死制度を考える会から比例北海道ブロックに出馬し落選。

## 政策・主張

### 外交・安全保障
- 日本国憲法の改正に賛成。憲法9条を改正して自衛隊を明記すべき[16][17]。
- ロシアのウクライナ侵攻を受けたウクライナへの支援は継続すべき[16]。
- 中国にはより強い態度で臨むべき[16]。
- 普天間飛行場の名護市辺野古への移設にどちらかと言えば反対[16]。
- 日米地位協定を見直す必要はない[16]。
- 日本は核兵器を保有すべき[16]。

### 経済
- 消費税率10%を当面維持すべき[16]。
- 炭素税の強化に賛成[16]。
- 原子力発電所は当面は必要だが将来的には廃止すべき[16]。
- 解雇規制の緩和に賛成[16]。

### 社会
- 社会保障制度は国民負担を増やしても、給付水準を維持すべき[16][17]。
- 選択的夫婦別姓制度の導入に反対[16][18][17]。
- 同性結婚の合法化に賛成[16]。
- 女性天皇に賛成[16]。
- 外国人労働者の受け入れは抑制すべき[16][17]。

## 選挙結果
いずれの国政選挙においても落選しており、供託金は没収されている。
| 投票日         | 選挙内容                                 | 政治団体             | 候補者                              | 得票数    | 得票率 | 順位                      |
| -------------- | ---------------------------------------- | -------------------- | ----------------------------------- | --------- | ------ | ------------------------- |
| 2009年8月30日  | 第45回衆議院議員総選挙比例北海道ブロック | 新党本質             | 佐野秀光、本藤昭子                  | 7,399票   | 0.2%   | 候補を擁立した8党中最下位 |
| 2010年7月11日  | 第22回参議院議員通常選挙東京都選挙区     | 新党本質             | 佐野秀光                            | 3,662票   | 0.1%   | 立候補者24人中21位        |
| 2012年12月16日 | 第46回衆議院議員総選挙東京都第4区        | 安楽死党             | 佐野秀光                            | 2,603票   | 1.1%   | 立候補者6人中最下位       |
| 2014年12月14日 | 第47回衆議院議員総選挙比例北海道ブロック | 支持政党なし         | 佐野秀光、本藤昭子                  | 104,854票 | 4.2%   | 候補を擁立した9党中6位    |
| 2016年7月10日  | 第24回参議院議員通常選挙比例区           | 支持政党なし         | 佐野秀光、本藤昭子                  | 646,393票 | 1.2%   | 候補を擁立した12党中8位   |
| 2017年10月22日 | 第48回衆議院議員総選挙比例東京ブロック   | 支持政党なし         | 佐野秀光、本藤昭子 中村治、大槻文彦 | 125,019票 | 2.1%   | 候補を擁立した10党中7位   |
| 2019年7月21日  | 第25回参議院議員通常選挙比例区           | 安楽死制度を考える会 | 佐野秀光                            | 269,052票 | 0.5%   | 候補を擁立した13党中10位  |
| 2021年10月31日 | 第49回衆議院議員総選挙比例北海道ブロック | 支持政党なし         | 佐野秀光、中村治                    | 46,142票  | 1.8%   | 候補を擁立した10党中8位   |
| 2024年10月27日 | 第50回衆議院議員総選挙比例北海道ブロック | 安楽死制度を考える会 | 佐野秀光、中村治                    | 18,455票  | 0.8％  | 候補を擁立した11党中11位  |

## 他党・政治家との関係
- 衆議院議員の松原仁には何度か献金もしている[20][21][22]。
- 好きな政治家は、叩き上げの田中角栄と浜田幸一。亀井静香と小泉純一郎のブレない姿勢も高く評価し、日本共産党については筋が通っていることもあると述べている[23]
- 参院比例で最下位だった園田修光の当選が無効となれば、自民党が一議席減るとして、野党に協力を求めた[24]

## 著書
- 『日本初!好きなお酒でヤセられる ガマンしないダイエット』青萠堂、2008年。ISBN 978-4-921192-55-6。